# Viktor Klimov
Pour les articles homonymes, voir Klimov (homonymie).
Viktor Klimov (né le 10 décembre 1964 à Simferopol) est coureur cycliste, soviétique, puis ukrainien.

## Biographie
Viktor Klimov a été champion du monde du contre-la-montre par équipes en 1985 avec l'équipe de l'Union soviétique composée d'Alexandre Zinoviev, Igor Sumnikov et Vasyl Zhdanov. Il est à nouveau monté sur le podium de cette épreuve en 1987 et 1989. Entre-temps il est sélectionné pour les Jeux olympiques de Séoul. L'équipe de l'Union soviétique des 100 km sur route contre-la-montre ne s'y classe que 7e. grand athlète, 1,83 m, 76 kg,  il participe avec l'équipe de l'URSS à 3 éditions de la Course de la Paix. Il termine à la 4e place l'édition 1986 de cette épreuve. Cette année-là l'équipe soviétique plaçait 4 hommes parmi les 5 premiers du classement final, mais pour 34 secondes échouait à ravir la première place à Olaf Ludwig RDA
Il passe professionnel en 1990 dans l'équipe soviétique Alfa Lum, avec laquelle il participe au Tour d'Italie et au Tour d'Espagne. Lors de cette Vuelta, sa troisième place à la première étape lui permet de prendre la tête du classement général et de la garder pendant cinq jours. L'année suivante avec la formation espagnole Seur Deportes, il remporte quatre succès dont une étape de Paris-Nice.

## Palmarès

### Palmarès amateur
- 1984
  -  Champion d'Union soviétique du contre-la-montre par équipes (avec Sergueï Voronine, Sergueï Navolokine et Evgeni Korolkov)
  - 2e du Tour de Bulgarie
- 1985
  -  Champion du monde du contre-la-montre par équipes (avec Alexandre Zinoviev, Igor Sumnikov et Vasyl Zhdanov)
  - 1re étape de la Semaine cycliste bergamasque
  - 2e étape de la Course de la Paix (contre-la-montre par équipes)
  - 2e de la Semaine cycliste bergamasque
- 1986
  -  Champion d'Union soviétique du contre-la-montre par équipes avec (Vasyl Zhdanov, Igor Sumnikov et Assiat Saitov)
  - 3e étape de la Course de la Paix (contre-la-montre par équipes)[3]
- 1987
  -  Champion d'Union soviétique du contre-la-montre par équipes avec (Vasyl Zhdanov, Igor Sumnikov et Assiat Saitov)
  -  Champion d'Union soviétique du contre-la-montre en duo (avec Vasyl Zhdanov)
  - 2e étape de la Semaine cycliste bergamasque
  -  Médaillé d'argent du championnat du monde du contre-la-montre par équipes (avec Assiat Saitov, Igor Sumnikov et Evgueni Zagrebelny)
  - 2e de la Semaine cycliste bergamasque
  - 8e du championnat du monde sur route amateurs
- 1988
  -  Champion d'Union soviétique du contre-la-montre par équipes
  - 7e du contre-la-montre par équipes aux Jeux olympiques de Seoul (avec Vasyl Zhdanov, Assiat Saitov et Igor Sumnikov)
- 1989
  -  Champion d'Union soviétique sur route
  -  Champion d'Union soviétique du contre-la-montre par équipes (avec Yuri Manuylov, Assiat Saitov et Vladimir Zotov)
  - 1re étape du Tour de Cuba
  -  Médaillé de bronze du championnat du monde du contre-la-montre par équipes (avec Yuri Manuylov, Evgueni Zagrebelny et Oleh Halkin)
  - 9e du championnat du monde sur route amateurs

### Palmarès professionnel
| - 1990 - 3e de la Cronostaffetta - 1991 - 4e étape de Paris-Nice - Grand Prix Torres Vedras - 5e étape du Tour de Galice - Mémorial Manuel Galera - 3e du Trofeo Comunidad Foral de Navarra | - 1992 - 3e du Trofeo Comunidad Foral de Navarra - 3e du Tour de La Rioja - 1993 - 2e du Grande Prémio O Jogo - 3e du Mémorial Manuel Galera |

### Résultats sur les grands tours

#### Tour d'Italie
3 participations
- 1990 : 103e
- 1991 : 34e
- 1992 : 67e

#### Tour d'Espagne
4 participations
- 1990 : abandon (15e étape, non partant),  maillot jaune pendant 4 jours
- 1991 : non terminé (12e étape, hors délais)
- 1992 : 100e
- 1993 : 36e